# Monts Uluguru
Les monts Uluguru sont une chaîne de montagnes de Tanzanie. Ils culminent à 2 646 m d'altitude au mont Kimhandu.

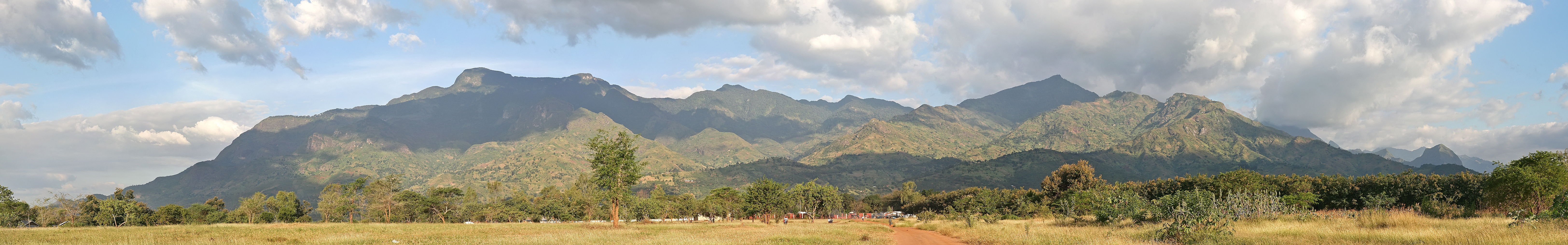
Vue panoramique des monts Uluguru.